# Parchís (banda)
Parchís fue un grupo musical infantil español que alcanzó una muy notable repercusión tanto en España como en Hispanoamérica en su primera época comprendida entre 1979 y 1985, finalmente el grupo se disolvió en 1992. A lo largo de sus primeros cuatro años de existencia obtuvo cifras millonarias de ventas de sus discos,[cita requerida] así como un destacado éxito en giras, conciertos, y películas. Después de terminar su primera trayectoria, el grupo se reanudó en sucesivas ocasiones con nuevos cantantes y artistas infantiles.
Sus mayores rivales en latinoamérica fueron Timbiriche de México, Los Chamos de Venezuela y Menudo de Puerto Rico.

## Historia

### 1979
En 1979 la discográfica Discos Belter, de Barcelona (España), decidió abrirse paso en el mercado de la música infantil, que con artistas como Enrique y Ana o el Grupo Nins estaba iniciando un período de notable éxito y repercusión en España. Aunque en la discográfica ya contaban con las referencias de algunos cantantes infantiles, a comienzos del verano abrieron un proceso de selección pública a través de los periódicos barceloneses.

El grupo que había pensado la productora discográfica tendría el nombre de Parchís, un conocido juego de mesa en España. De esta forma, lo previsto era que contara con cuatro componentes que vestirían con los colores de las fichas de ese juego (rojo, azul, amarillo y verde). Sin embargo, tras el proceso de selección decidieron incluir a un quinto miembro, al que adjudicaron el rol del dado y el color blanco. En el mes de octubre de 1979 aparecieron en el programa Aplauso, de TVE.
Su primer disco fue un doble LP que publicaron para las Navidades de 1979. El álbum titulado Las 25 Super Canciones de los peques obtuvo un gran éxito a base de versiones de canciones de éxito, como «En la Armada», versión de «In the Navy», de Village People, «Gloria», de Umberto Tozzi, «Demasiado Cielo» («Too Much Heaven»), de los Bee Gees o «Fantasmas a gogó», tema que, interpretado por Isabel, había ganado el IV Festival de la Canción Infantil de TVE en 1970. Junto a estos, otros temas compuestos especialmente para el grupo, entre los que destacan «La Canción de Parchís», tarjeta de presentación del grupo, «Ganador» o «Mortadelo y Filemón, Agencia de Información».
Los componentes iniciales del grupo en 1979 fueron Tino Fernández Fernández como ficha roja (1967, 12 años), Yolanda Ventura Román como ficha amarilla (1968, 11 años), Gemma Prat Termens como ficha verde (1968, 11 años), David Muñoz Forcada como el dado (1970, 9 años), y Óscar Ferrer Cañadas como ficha azul (1971, 8 años).

### 1980
El primer disco se convirtió en un gran éxito de ventas. Continuaron apareciendo en el mercado diversos grupos infantiles, como Botones o Regaliz, que junto a adultos que interpretaban música para niños, como Torrebruno, tuvieron reflejo tanto en los programas específicamente para niños de televisión (La cometa blanca, Sabadabada) como en los programas musicales para adultos, que crearon secciones para niños (Aplauso).
Parchís participó en la preselección de TVE para el Festival de Eurovisión de 1980 con la canción «Corazón de plomo», compuesta por Juan Pardo. Finalmente el tema elegido sería «Quédate esta Noche», del grupo Trigo Limpio. En mayo Televisión Española eligió a Parchís para representarla en el Festival de la Canción Deportiva - Medalla para la Canción, celebrado en Varsovia (Polonia). Interpretaron el tema «Por el Deporte a la Paz», compuesto por Aniano Alcalde con el que obtuvieron el segundo puesto, tras los representantes de Finlandia. Para la misma cadena de televisión interpretaron la sintonía de la serie de dibujos animados La Batalla de los Planetas conocida popularmente como el Comando G. El 19 de diciembre estrenaron su primer largometraje como protagonistas: La Guerra de los Niños.
El éxito del grupo se extendió a América, iniciando una sucesión de ediciones de discos a ambos lados del Atlántico, discos en los que variaron temas de unos a otros aun teniendo en algunos casos idénticos títulos o carátulas. En España, editaron seis álbumes en 1980: Comando G, La Batalla de los Planetas (solamente en casete), Twist del Colegio, la banda sonora de su primera película La Guerra de los Niños, y dos discos de villancicos para las Navidades de 1980, uno en castellano, Villancicos, y otro en catalán, Nadales, que sería el único álbum editado en catalán a lo largo de toda su carrera. También Belter editó un doble LP con canciones de varios grupos, Discolandia, para poner en el mercado a otros grupos infantiles aprovechando el éxito alcanzado por Parchís.

### 1981
Con varios discos en el mercado que obtuvieron discos de platino en países como España, Perú o México, y con la gran repercusión de las giras emprendidas por estos y otros países de Iberoamérica, en 1981 la producción no paró. Ese año actuaron por vez primera en Estados Unidos. A principios de año, grabaron su segundo largometraje, Los Parchís contra el Inventor Invisible, rodado en Argentina aprovechando una de sus giras. 
Poco después, debido a problemas personales, Óscar abandonó el grupo y su lugar fue ocupado por Frank Díaz Teres (1971, 10 años). Con la canción Corazón de plomo editaron un nuevo LP. Aunque la mayoría de las canciones habían sido grabadas con Óscar, es Frank quien apareció en la cubierta del álbum. Este cambio en el grupo no pareció afectar a la estabilidad de la banda: Frank se convirtió en poco tiempo en uno de los miembros más carismáticos de la formación y el éxito del grupo siguió creciendo durante este año y el siguiente. De hecho, durante su primera gira por Latinoamérica, Frank ya formaba parte del grupo por lo que muchos seguidores latinos pensaron durante años que era miembro original del mismo.
En España grabaron un tercer largometraje, La Segunda Guerra de los Niños, iniciándose así las secuelas de películas a ambos lados del Atlántico y la edición de los álbumes de sus respectivas bandas sonoras.
Junto a Corazón de plomo, colocaron otras canciones en los primeros puestos de las listas de éxitos de ese año tales como Hola Amigos, Querido Walt Disney o incluso una versión de un tema popularizado por el grupo rockabilly británico Matchbox, Rockabilly Rebel. También en 1981 se editó un nuevo disco colectivo de música infantil, donde en esta ocasión el tirón del grupo es más explícito: Parchís y sus amigos, un doble LP en el que uno de los discos es exclusivo para Parchís, incluyendo la sintonía de la serie de televisión Érase una vez... el espacio.
Parchís fue, durante ese año, un elemento esencial del proyecto multimedia conjunto de la discográfica Discos Belter y la editorial Bruguera, una colección semanal en la que cada fascículo se componía de una casete acompañada por un cómic en el que se ilustraban las canciones, y que llevaba por nombre Oye Mira.

### 1982
Tras conseguir y consolidar un éxito internacional fundamentalmente en Iberoamérica, en 1982 se plantean nuevos retos, en esta ocasión en Italia, donde se había estrenado la primera de sus películas, La Guerra de los Niños, con el título La Spensierata Guerra dei Bambini. Este año editarían la banda sonora con todos sus temas en versión italiana («Amato Professore», «Fine Corso», «Twist del Collegio» y «Aiutalo», tema que fue lanzado como sencillo).
Debido al gran éxito de Parchís, en México se lanza un grupo con el nombre de otro juego  Timbiriche (banda), con fines de desbancar del mercado a Parchís, sin embargo se rumoraba gran rivalidad entre integrantes de ambos grupos, en 1982 se demuestra que no es así, y se inicia la gira Parchís - Timbiriche, teniendo gran éxito total. La presencia del grupo en Iberoamérica será constante durante este año, reforzando así las ventas y publicando nuevos álbumes aprovechando el abundante material que ya tienen editado en España.
Prosiguen así su carrera cinematográfica, grabando varias películas en Argentina (La Magia de los Parchís y Las Aventuras de los Parchís) y en España (Las locuras de Parchís).
De los álbumes publicados en España el que alcanza más éxito será Cumpleaños Feliz, que colocará su tema principal como un éxito que perdurará incluso a la misma existencia del grupo. También se edita la banda sonora de Las locuras de Parchís con los éxitos «Arriba, Abajo» y «Bien, Bien, Bravo» y un nuevo disco de villancicos para el mercado mexicano: 15 Nuevos Villancicos. Discos Belter prosigue también la serie Discolandia con temas de varios de sus grupos y cantantes infantiles. En esta ocasión el álbum lleva el nombre de Nuevo Discolandia. Para el mercado estadounidense, editaron una versión en inglés del tema Querido Walt Disney: Dear Walt Disney.

### 1983
Es el año de inflexión en la historia del grupo, que inicia una etapa de lento declive tras la marcha este año del líder del grupo, Tino Fernández. Antes de su marcha, se editará en España, con cierto retraso, la banda sonora de una de las películas estrenadas en Argentina el año anterior, renombrada como La Gran Aventura de Parchís. Con Tino también grabarían este año su último largometraje, Parchís entra en Acción, cuya banda sonora se incluiría exclusivamente dentro de un nuevo álbum recopilatorio infantil, Super Discolandia, publicado de cara a las navidades de 1983, coincidiendo con el estreno de la película.
El disco que marca la despedida de Tino y la llegada de Chus en su lugar es Siempre Parchís. En este la cara A era aún grabada por el primero, la B ya cuenta con la participación de Chus Gómez Cambronero (1969, 14 años). La variante de este álbum para el mercado americano, titulado No Pongas El Cassette en Argentina y Tranqui, Tranqui en México, incluye canciones regrabadas ya por la nueva ficha roja y se excluyen las que habían contado con la participación de Tino.
También se editaron en 1983 una curiosa reedición del álbum Cumpleaños Feliz, que aunque mantiene la portada del editado el año anterior cambia los temas que incluye y reproduce los del primero de los discos de Parchís y sus Amigos y un álbum recopilatorio de éxitos Parchís Grandes Éxitos que incluye el tema inédito Lucky, el Jinete Solitario.

### 1984
El grupo, con una imagen más juvenil y un logo identificativo renovado, grabó un nuevo álbum, Qué Tal Te Va, pero no obtuvo el éxito de años anteriores. La discográfica, que atravesaba una grave crisis económica, siguió publicando casetes recopilatorios, como Todas Las Películas de Parchís, en vez de apostar por una buena promoción del nuevo álbum.
El 7 de noviembre de 1984, Discos Belter se declaró en suspensión de pagos, víctima de la crisis económica que afectaba al país, y de los cambios estructurales del mercado discográfico de España. En los últimos años habían desaparecido varias compañías, como Edigsa o Zafiro, y otras fueron adquiridas por multinacionales, como fue el caso de Hispavox.
El nuevo álbum pasó prácticamente desapercibido en España. David abandonó el grupo y su puesto lo ocupó Michel Gómez Cambronero (1966, 18 años), hermano mayor de Chus, y con él completaron la promoción en México, donde aún obtuvieron un éxito moderado gracias a que su tema Viva el Cinco se utilizó como sintonía de una de las principales cadenas de televisión del país.

### 1985
Las canciones que Belter habría grabado para un nuevo álbum solo pudieron ser editadas en México meses después de su quiebra. Este fue el último álbum de temas originales, titulado Decídete, Atrévete. El poco apoyo promocional que obtuvo este álbum condicionó que su acogida fuese minoritaria.
Tras la suspensión de pagos de Belter, todos sus álbumes editados quedaron con la licencia sin renovar. En 1985 los derechos los adquirió Divulgación de Casetes, S.A. (Divucsa), que en sus primeros años subsistió gracias a la explotación del antiguo catálogo de Belter. En 1985 reeditó los álbumes Cumpleaños Feliz, Villancicos y Parchís Grandes Éxitos. En 1986, editó el álbum Feliz Navidad con los temas del álbum mexicano 15 Nuevos Villancicos excepto «Paquetitos Navideños».
Tras las últimas actuaciones promocionales en México y durante este mismo año 1985, el grupo vuelve a sufrir cambios en sus componentes, quedando solamente Michel y Chus como miembros originales de la última formación. Para el jueves 19 de septiembre de 1985 a las 14:30 p. m. estaba programada una presentación de Parchís en el canal 2, también conocido como el canal de Las Estrellas del Grupo Televisa junto con Luis Miguel, Lucerito y Menudo, las 3 nuevas integrantes del grupo desde marzo de ese mismo año eran Marimar Araujo, Gema Gallardo y Kary Porro pero la gira promocional fue cancelada debido al terremoto de México de 1985, el anuncio quedó registrado en el documental del periódico "El Universal".

### 2017 - 2019
En julio de 2017, fans lograron reunir cerca de 50.000 euros a través de la plataforma Verkami para poner en marcha un documental sobre el grupo Parchís. En abril de 2018 los cinco integrantes de la formación más popular de Parchís, Tino Fernández, Yolanda Ventura, Gemma Prat, David Muñoz y Frank Díaz, se reunieron en Barcelona para la grabación del documental, que fue dirigido por Daniel Arasanz y recorrió la carrera del grupo con testimonios de sus protagonistas.
En marzo de 2019 los exintegrantes de la agrupación viajaron hacia México para asistir al Festival Internacional de Cine en Guadalajara, donde se presentó oficialmente la película documental sobre su carrera, en la que se comentan los problemas que tuvieron que afrontar como intentos de secuestro, drogas, etc. Reconocieron el papel crucial que desarrolló Joaquín Oristrell como tutor del grupo para gestionar la fama que les llegó tan jóvenes. La agrupación fue ovacionada por cientos de fans que irrumpieron en histeria ante la presencia de los integrantes.
Tras el estreno del documental Parchís el documental por Netflix y transcurridos más de 40 años de la creación del grupo, cuatro de los miembros originales de la agrupación, Tino, Yolanda, Gemma y Frank volvieron a los escenarios en el GiraTour Pop & Rock presentándose el 27 de septiembre de 2019 en el Auditorio Citibanamex de Monterrey en lo que iba a constituir una gira por todo México junto a exintegrantes de Menudo, Fandango y Timbriche entre otros artistas. El espectáculo no tuvo sin embargo continuidad, inicialmente debido a lo que se consideró una mala organización sobreviniendo inmediatamente la Pandemia de COVID-19.

## Discografía
Es difícil establecer una relación completa de la discografía del grupo, dado que muchos discos eran editados con nombres y temas distintos en España y en diversos países americanos. Se considera oficial la discografía española.

### En España
La relación de discos editados en España por Discos Belter (incluyendo los de la serie "Discolandia") es la siguiente:
- 1979: Las 25 Super Canciones de los Peques
- 1980: Comando G, La Batalla de los Planetas, Twist del Colegio, Discolandia, Nadales, Villancicos, La Guerra de los Niños.
- 1981: Corazón de Plomo, Parchís contra el Hombre Invisible, Parchís y sus Amigos, La 2.ª Guerra de los Niños
- 1982: Cumpleaños Feliz, Las Locuras de Parchís, Nuevo Discolandia
- 1983: La Gran Aventura de Parchís, Super Discolandia, Siempre Parchís, Parchís: Grandes Éxitos
- 1984: Qué Tal te Va, Todas las Películas de Parchís

### En México
Su carta de presentación en México fue el disco Parchís (1980) con los temas: La Canción de Parchís, Los cinco, En la Armada, Mortadelo y Filemón, Hooray Hooray!, Si vas a París papá, Cantando Aventuras, Ganador, Aleluya, La Plaga; temas con los que los niños de México los hicieron ídolos infantiles, cabe mencionar que en la portada de este disco enmarcado en negro con amarillo aún figuraba la primera ficha azul "Óscar", generando una ligera polémica en cuanto a la ficha azul ya que al llegar a México todos los niños mexicanos ya identificaban al pelirrojo "Frank".
Con Hola Amigos (1981) se consolidan en México a la par de que este disco contiene los temas de la exitosa película La Guerra de los Niños (que abarrotó los cines de toda la República Mexicana). Hola amigos, Ayúdale, Querido Profesor, Viejo Tren, Fin de curso, Rata ta ta, Gloria, Twist del Colegio, Don Diablo, La caza del ratón; fueron los éxitos de este disco.
Inmediatamente después sale a la venta Parchís Villancicos, que se convertiría por muchos años en un disco clásico navideño, con canciones como Campana sobre campana, Navidades Blancas, Ande Ande Ande, Dime niño de quien eres?, El pequeño tamborileiro, Jingle Bells, Canta Ríe y Bebe, Noche de Paz, Arre Borriquito, ¡Ay del Chiquirritin!, Ven a mi casa esta Navidad, Los Peces en el Río.
Regresan con el disco La magia del circo, en donde abren con el tema La magia del circo, Un rayo de Sol, Corazón de Plomo, Canta y Baila, Me vas a volver loco, El baile de los pajaritos, El país de la música, Cumpleaños Feliz, Dime por que, Vamos a bailar un Twist.
Su cuarto disco para México fue Ven a mi Fiesta en donde se nota ya la voz más madura de Tino y se empiezan a notar sus cambios de adolescentes de los integrantes líderes Tino, Yolanda y Gemma. Los temas de este disco son: Ven a mi fiesta, Me vas a volver loco, Marchate ya, Meteorito Rock, Hasta luego cocodrilo, Querido Walt Disney, Otro curso, Mi chica ideal, Mi bici, Tintarella di luna. Este disco contiene los temas de la película La 2.ª Guerra de los Niños.
En 1982, Los 15 Nuevos Villancicos de Parchís es el segundo disco navideño para México donde figuran los temas: La Virgen y San José, Ya viene la vieja, Pastores venid, Una pandereta suena, La Noraguena, Cata tumba, tumba, En el portal de Belén, Ring Ring; Feliz Navidad (de José Feliciano), Madre en la puerta hay un Niño, Carrasclas, Tan tan de los Reyes, A Belén Pastorcillos, Zumbale al pandero y Paquetitos navideños.
La película Las locuras de Parchís (La Tercera Guerra de los Niños) es el marco para la realización del disco Las locuras de Parchís, Arriba, abajo, Esto es América, El ritmo loco, Bien, bien bravo, Las rockeras de Santa Teresita, Auxilio socorro, Las locuras de Parchís, Sr. Búho, Mi Super Supermán, Mi guitarra, Pancho López, Mi amigo Pancho.
Regresan con el álbum Tranqui, Tranqui y con un nuevo integrante "Chus".
Tranqui, tranqui; 24 000 besos, Cosas de crios, Que maravilla de canción, Fama, No pongas el casete, Marionetas en la cuerda, La banda está loca, La dolce vita, Quiero que llegue el domingo. Promueven "Esto es América" con Chus en presentaciones de televisión.
La transición entre la salida de "Tino" y la entrada de la nueva ficha roja al grupo "Chus" es aprovechada por la disquera para editar Los 16 exitos de Parchís cuya portada son fotografías de las caras de cada integrante que hasta ese momento habían formado parte de Parchís; Tino, Yolanda, Gema, David, Óscar, Frank y Chus. Con los temas:
La canción de Parchís, Hola amigos, La magia del Circo, Ayudale, Arriba Abajo, En la armada, Me vas a volver loco, Tranqui Tranqui, No pongas el casete, Gloria, Ven a mi fiesta, Ganador, Marchate ya, Twist del colegio, Las Locuras de Parchís, Mortadelo y Filemón.
Son la imagen del canal 5 de Televisa con el tema "Viva el 5" de su siguiente material Qué tal te va.
Que tal te va!, Una moto quiero yo, Ahora sí, La del suéter gris, Sábado sábado, Me estoy volviendo loco, Viva el cinco,
Tartamudeo, Tal para cual, Suspenso total, No me mientas, La timidez.
En 1985 apareció el último disco para México el cual no tuvo promoción ni reedición, el resultado de Decídete, Atrévete, nulas ventas.
No Sé, No Sé, La Colegiala, Yo Soy Como Soy, Lobo Hombre En París, Dime Cuál Fue La Razón, Llamas A Mi Puerta, Decídete, Atrévete; Nubes De Colores, Joven Primer Amor, Desidia. Fueron los temas de este disco del cual solamente "La Colegiala" estuvo poco tiempo en las estaciones de radio.

### En Argentina
- 1981: Los Parchís contra el Inventor Invisible, La Magia de los Parchís.
- 1982: Las Aventuras de los Parchís.

El resto de álbumes que incluyen temas inéditos publicados por el grupo en América pueden consultarse en Anexo:Discografía de Parchís.

## Filmografía
La repercusión pública del grupo tanto en España como en Iberoamérica sería aprovechada en una meteórica carrera cinematográfica. En tan sólo cuatro años el grupo Parchís protagonizó un total de siete largometrajes y participó como secundario en otros dos.
En España, siempre bajo la dirección de Javier Aguirre, estrenaron 4 películas cuya trama similar se desarrolla en el colegio Santo Tomás de Aquino cuyo director es interpretado por el veterano actor Manuel Alexandre y donde los componentes de Parchís junto al también actor infantil Rodrigo Valdecantos se enfrentan a Don Atilio (interpretado por Ricardo Merino), que quiere cerrar el centro escolar para construir en su lugar. Mientras que en Argentina protagonizaron otros tres largometrajes más, todos ellos dirigidos por Mario Sabato, quien utilizaría el pseudónimo de Adrián Quiroga.
| Rango | Título                                   | Recaudación    | Año  | Espectadores |
| ----- | ---------------------------------------- | -------------- | ---- | ------------ |
| 1     | La guerra de los niños                   | 1.151.170,73 € | 1980 | 1.298.774    |
| 2     | La segunda guerra de los niños           | 883.996,51 €   | 1981 | 875.190      |
| 3     | Las locuras de Parchís                   | 638.955,21 €   | 1982 | 552.931      |
| 4     | Los Parchís contra el inventor invisible | 555.899,05 €   | 1981 | 621.613      |
| 5     | Parchís entra en acción                  | 356.286,45 €   | 1983 | 290.049      |
| 6     | La magia de los Parchís                  | 336.411,95 €   | 1982 | 338.414      |
| 7     | La gran aventura de los Parchís          | 109.543,68 €   | 1982 | 111.124      |

Además de las anteriores, en que actuarían como protagonistas, Parchís participaría brevemente y de forma secundaria en otras dos películas: una en Argentina (Ritmo a todo color, dirigida por Máximo Berrondo en 1980) y otra en España (Su Majestad la Risa, dirigida por Ricardo Gascón en 1981).

## Un grupo de fama mundial
Desde el mismo momento de su lanzamiento, la fama alcanzada por el grupo Parchís excede cualquier previsión de la compañía discográfica. La repercusión internacional, como lo demuestran las ventas de sus discos o la grabación de películas es inmediata.
De haber sido seleccionado finalmente para representar a España en el Festival de Eurovisión de 1980, Parchís hubiera sido el único grupo infantil en acudir al festival en toda la historia (desde 1990 está prohibido que niños acudan al festival de adultos).
La promoción internacional obtuvo pronto su fruto, superando en Iberoamérica la fama y ventas que ya habían alcanzado en España. Por ello, Parchís mantendría una continua presencia a ambos lados del Atlántico, con giras que se prolongarían varios meses por países como Argentina, Perú, Colombia, Venezuela, Brasil, Ecuador y México, donde llegaron a llenar en sus conciertos el Estadio Azteca, uno de los mayores recintos futbolísticos del mundo, con una capacidad de 114.600 espectadores.
Esa presencia, que se haría extensiva al cine y a su aparición en los medios de comunicación de esos países, conllevaría unas muy notables ventas de sus discos, dos de los cuales, "Discolandia" y "Corazón de Plomo" se encuentran entre los más vendidos en castellano en la década de los ochenta. Concretamente, el primero en el número 58, con 1,9 millones de discos vendidos, y el segundo en el puesto número 63, con 1.7 millones de ejemplares. Se estima que el grupo llegó a vender en torno a 14 millones de discos en todo el mundo.
El cambio de miembros y el crecimiento de componentes del grupo y público coincidió también con el declive del género musical infantil, que esos años vería desaparecer a la gran mayoría de los grupos, mientras que otros grupos como Timbiriche lograrían evolucionar convirtiéndose en grupos juveniles y posteriormente adultos, si bien de algunos surgieron artistas individuales de renombre, como Ricky Martin, de Menudo, o Paulina Rubio y Thalía, ambas de Timbiriche.
En el caso de Parchís, tan sólo Tino Fernández lo intentó en solitario, llegando a publicar tres discos: "Tino", en 1984, "Síguela", en 1985, y "Ríndete" en 1986 (este último álbum exclusivamente para el público argentino), si bien no logra abrirse un hueco en el mercado.
Es lógico pensar que, si se hubiese producido un relevo progresivo de los componentes al cumplir cierta edad, quizá la popularidad de Parchís se hubiese prolongado unos años más en el tiempo.
El éxito arrollador del grupo, tanto en España como en Latinoamérica, dio lugar al nacimiento de bandas musicales infantiles, muy similares, como fueron los Regaliz.

## Después de la disolución
En los siguientes años son constantes las ediciones de álbumes recopilatorios de Parchís en formato casete. Con la entrada del nuevo milenio, se reeditan las bandas sonoras de las películas rodadas en España y se recuperan muchos temas de su discografía en varios recopilatorios en formato CD.
En numerosas ocasiones se habló de la posibilidad de volver a unir el grupo, algo que no llegó a concretarse hasta diciembre de 2011, cuando se informó del regreso del proyecto 25 años después, con nuevas voces que se conocerían en 2012. Antes de dicha noticia, a los miembros originales solo se les vio de forma esporádica en entrevistas de radio y televisión, sobre todo en programas de México (como en "Muévete" de Televisa en 2008) y España, en algunos de los cuales han llegado a interpretar brevemente alguna canción. Además de por sus apariciones en televisión, Parchís ha sido noticia en los últimos años por la edición de discos recopilatorios o ediciones en DVD de sus películas, cuestiones que llevaron a sus antiguos componentes a plantear una batalla legal en la defensa de sus derechos.

## Componentes

### Miembros originales
- Tino (Constantino Fernández Fernández), nacido en Barcelona el 25 de marzo de 1967, era la ficha roja y fue integrante del grupo desde 1979 a 1983.

Solista en la mayor parte de los temas, además de líder de Parchís. Tras su paso por el grupo intentaría abrirse campo como solista, llegando a editar tres discos, aunque con escaso éxito. Trabajó para la empresa Artel, período durante el que perdió su brazo izquierdo en un accidente de tráfico en las inmediaciones de Murcia. En la actualidad reside en Barcelona, donde ejerce como comentarista deportivo en la radio. Está casado y no tiene hijos.
- Yolanda (Yolanda Ventura Román), nacida en Barcelona el 21 de octubre de 1968, era la ficha amarilla y fue integrante del grupo desde 1979 a 1985.

Hija de un conocido músico barcelonés, Rudy Ventura, a su salida de Parchís se dedicaría al mundo de la interpretación participando inicialmente en algunas series para TV en España, hasta que se afincó en México, donde reside y trabaja en exclusiva como actriz de televisión de la cadena Televisa. Estuvo casada con el actor Alejandro Aragón y tiene un hijo del mismo nombre. Actualmente sostiene una relación con el también actor Odiseo Bichir. Ambos actores de origen mexicano.
- Gemma (Gemma Prat Termens), nacida en Barcelona el 22 de octubre de 1968, era la ficha verde y fue integrante del grupo desde 1979 a 1985.

Estudió puericultura y dirigió posteriormente un jardín de infantes en Barcelona. En la actualidad trabaja como administrativa. Está casada y tiene una hija llamada Mireia.
- David (David Muñoz Forcada), nacido en Barcelona el 23 de marzo de 1970, vestía de blanco (al comienzo llevaba todos los colores de las fichas), era el dado y fue integrante del grupo desde 1979 a 1984.

Era el "bailarín" del grupo. Como han reconocido en varias entrevistas, fue seleccionado por la soltura con que bailaba, aunque no cantaba en los primeros años; esto le ayudó a ser un integrante más del grupo que inicialmente había sido pensado para cuatro integrantes. Tras abandonar Parchís estudió Ciencias Económicas en Escocia y actualmente trabaja en una empresa que diseña y retoca anuncios publicitarios. Vive en Estados Unidos y está casado.
- Óscar (Óscar Ferrer Cañadas), nacido en Barcelona el 20 de noviembre de 1971, era la ficha azul y perteneció al grupo desde 1979 a 1981.

Fue el integrante más pequeño del grupo, él ya estaba acostumbrado a estar rodeado de cámaras, pues antes de unirse al grupo, era modelo publicitario, fue el primero en abandonar el grupo. Se licenció en Periodismo y Ciencias Políticas. Trabaja como director de marketing en un grupo de comunicación, está casado y tiene una hija llamada Carlota

### Miembros posteriores
- Frank (Francisco Díaz Terés), nacido en Barcelona el 6 de agosto de 1971, fue la ficha azul tras la marcha de Óscar y perteneció al grupo desde 1981 a 1985.

Pese a su corta edad, en el momento de incorporarse a Parchís ya tenía experiencia como modelo publicitario. Cabe mencionar que la llegada de Parchís a Latinoamérica y Estados Unidos fue con la nueva ficha azul, Frank;  este a su vez es considerado miembro original del grupo junto con Tino, Yolanda, Gemma y David en toda América. Tras su paso por el grupo siguió vinculado al mundo de la música a través de su propio grupo de rock. En la actualidad es empresario. Está casado y tiene una hija.
- Chus (Jesús Gómez Cambronero), nacido en Madrid el 14 de mayo de 1969, fue la ficha roja tras la marcha de Tino e integrante el grupo desde 1983 a 1985.

Tras su paso por Parchís continuaría en el mundo de la música, al formar junto a su hermano Michel el dúo "Platón".
- Michel (Miguel Ángel Gómez Cambronero), nacido en Hamburgo (Alemania) el 8 de septiembre de 1966, fue el dado (color blanco) tras la marcha de David y perteneció al grupo desde 1984 a 1985.

## Homenaje
En 2019 Netflix emitió el espacio Parchís: el documental homenaje el grupo dirigido por Daniel Arasanz.